# Museo Karonga
El Museo Karonga es un centro cultural y museo del distrito de Karonga, al norte de Malawi. El museo fue abierto oficialmente por el entonces Presidente Bingu wa Mutharika en noviembre de 2004. El objetivo del centro es la conservación y promoción del patrimonio cultural y natural de Karonga. Incluye los descubrimientos de las primeras formas de vida en la Tierra, muestra fósiles de dinosaurios y también hay un espacio dedicado a los primeros seres humanos.
La colección, preservación y muestra de los objetos la lleva el Departamento de Antigüedades del país, junto con la Fundación Uraha. Este centro pone el énfasis en la participación de la comunidad local y los líderes para aportar y reunir colecciones para las muestras. La exposición central está dedicada a los fósiles de 130 millones de años del Malawisaure, que fueron descubiertos 45 km al sur de donde hay el museo. Para fomentar la participación hay espacios de reunión y espacios polivalentes para celebrar acontecimientos culturales de teatro, baile, música y otras. El centro de investigación coopera en proyectos internacionales. El edificio donde hay el centro cultural y el museo fue construido el 2004. El edificio fue diseñado por el arquitecto británico Kevin M Davies.